# Países Africanos de Língua Oficial Portuguesa

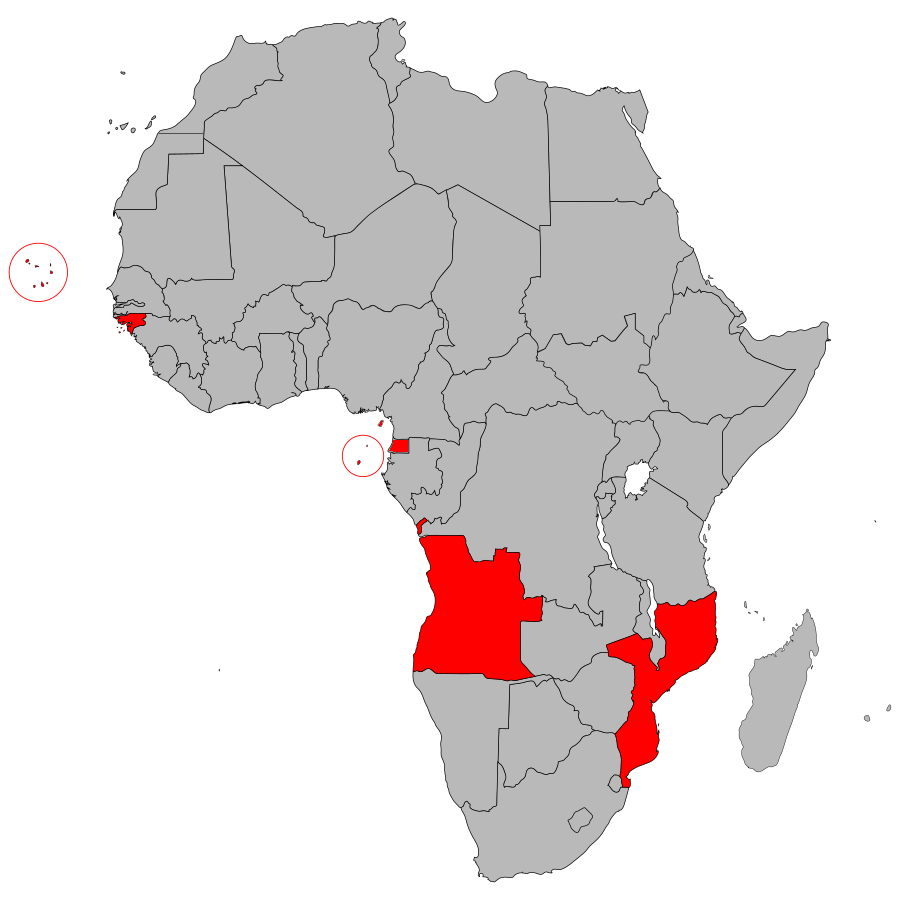
Em vermelho, a localização dos PALOP em África

Países Africanos de Língua Oficial Portuguesa  (PALOP) é a designação dada a um grupo de cooperação regional que reúne os países africanos que têm a língua portuguesa como oficial. Também conhecidos como África Lusófona, o grupo é composto pelos cinco membros originais — Angola, Cabo Verde, Guiné-Bissau, Moçambique e São Tomé e Príncipe — e a Guiné Equatorial, que aderiu ao grupo posteriormente e adotou a língua portuguesa como oficial.
Estes países vêm firmando protocolos de Cooperação Internacional para o Desenvolvimento com vários países e organizações nos campos da cultura, educação, economia, diplomacia e preservação da língua portuguesa. Um exemplo é o Projeto Apoio ao Desenvolvimento do Sistema Judiciário cofinanciado pelo governo português.
Está em processo de estudo e discussão para a criação do "Escudo PFL", uma moeda única para esses países e Timor-Leste, o único país lusófono da Ásia, que desde 1999 adota o dólar estadounidense como sua moeda oficial. Escudo era o nome da moeda de Portugal entre 1911 e 2002, a sigla "PFL" seria o acrónimo de "Pacto Financeiro Lusófono". Segundo um estudo da UNESCO, em 2050 a África terá 83 milhões de pessoas cujo idioma nativo será o português. Já para 2100, o Instituto Camões prevê que o continente superará o Brasil e terá a maior população lusófona do mundo.

## FORPALOP
Os líderes dos países membros do informal "Grupo dos Cinco" reuniram-se na "Cimeira Constitutiva do Fórum dos Cinco Países Africanos de Língua Portuguesa", que teve lugar em Luanda a 30 de junho de 2014, e decidiram criar o FORPALOP, uma organização de intervenção política e diplomática comum dos PALOP.

## História
A partir do final do século XV com a expansão marítima portuguesa, a língua portuguesa foi disseminada no continente africano. Durante os séculos XVI, XVII e XVIII o português foi transformado na língua franca das costas de África.
No decorrer dos séculos XV e XVI ao longo da costa do Senegal, Gâmbia e da Guiné a chegada de muitos comerciantes oriundos de Portugal e dos mestiços contribuíram para a difusão do português nessas regiões.
No Golfo da Guiné o português também floresceu principalmente nas ilhas de São Tomé, Príncipe e Ano-Bom. Também no Golfo da Guiné ao longo da costa do Gana (antiga Costa do Ouro) surgiu uma espécie de português que foi falado por comerciantes nativos nas suas negociações com os europeus (holandeses, ingleses, franceses, dinamarqueses, suecos etc.) durante os séculos XVI, XVII e XVIII, até mesmo após vários anos da retirada dos portugueses da Costa do Ouro. Nessa área, Portugal também possuiu até o ano de 1961 um forte denominado de Fortaleza de São João Baptista de Ajudá, localizado em Daomé, atual Benim. Onde a língua portuguesa foi usada durante os últimos séculos por uma comunidade dos descendentes mestiços de portugueses. O português também foi usado no Reino do Daomé como idioma para as relações externas com os outros europeus.
No Reino do Congo, durante o século XVI muitos indivíduos da classe dominante falavam o português fluentemente. Esta língua também foi usada para a difusão do cristianismo em África. O testemunho de um viajante europeu em 1610 prova que em Santo António do Zaire (atual Soyo) todas as crianças aprenderam a língua portuguesa. No Reino do Congo também há provas da existência das escolas portuguesas administradas por missionários no decorrer dos séculos XVII e XVIII. Durante os séculos XVI, XVII e XVIII a influência e o uso do português como língua de comércio disseminou-se ao longo da costa do Congo e de Angola, de Loango a Benguela.
Após vários séculos da colonização portuguesa, a África Austral foi a região do continente onde a língua portuguesa mais floresceu, ela é atualmente oficial e amplamente falada em Angola e Moçambique e também tem uma forte presença na África do Sul, onde é falada por pessoas de ascendência portuguesa e pelos imigrantes angolanos, moçambicanos e brasileiros. Além de ter influenciado uma das principais línguas sul-africanas, o africanês. Muitas palavras portuguesas foram incorporadas permanentemente a este idioma.

### Formação e evolução do grupo PALOP
O início da cooperação regional dos países africanos de língua oficial portuguesa deu-se em matéria política com a formação da "Frente Revolucionária Africana para a Independência Nacional das Colônias Portuguesas" (FRAIN), estabelecida em janeiro de 1960, reunindo inicialmente os movimentos anticoloniais de Angola, da Guiné-Bissau e de Cabo Verde. O grupo pretendia juntar forças e contatos internacionais para fortalecer a luta pela descolonização e formar um movimento coeso diante da Organização da Unidade Africana.
A FRAIN foi transformada em "Conferência das Organizações Nacionalistas das Colónias Portuguesas" (CONCP) em 18 de abril de 1961, alargada em representação com os movimentos anticoloniais de Moçambique e São Tomé e Príncipe, admitindo a Índia Portuguesa como membro observador.
A CONCP foi substituída em 1979 pelo grupo de cooperação política, econômica e cultural regional "Países Africanos de Língua Oficial Portuguesa" (PALOP) após o completo processo de descolonização da África lusófona. A Índia Portuguesa, descolonizada e integrada à Índia em 1961, não tinha membros na formação dos PALOP.
A Guiné Equatorial não participava do grupo até a oficialização da língua portuguesa em 2010. Começou oficialmente a fazer parte do grupo PALOP como observador em 2014. Em 27 de abril de 2021 tornou-se membro de pleno direito durante a Cimeira Virtual do FORPALOP presidida pelo presidente angolano João Lourenço. A mesma Cimeira admitiu Timor-Leste como membro observador, como parte da iniciativa PALOP-TL.

## Estatísticas
Segundo estimativas da UNESCO, o português é o idioma com maior potencial de crescimento como língua franca na África Austral. Prevê-se que 83 milhões de pessoas em todo o continente o tenham como idioma nativo até 2050. Atualmente, de cada quatro falantes do português, três são brasileiros – mais de 210 milhões. No entanto, as projeções indicam que, com o envelhecimento previsto da população brasileira e a explosão demográfica prometida por Angola e Moçambique até 2100 haverá, segundo o Instituto Camões, 500 milhões de pessoas que terão o português como língua materna, das quais a maioria será africanos.